# Амфитеатр трёх Галлий
Амфитеа́тр трёх Га́ллий (фр. Amphithéâtre des Trois Gaules) — амфитеатр римского периода во французском городе Лион. Амфитеатр получил своё имя по названию «трёх Галлий» (Лугдунская Галлия, Галлия Белгика и Аквитанская Галлия), трёх провинций Римской империи на территории современной Франции.
Амфитеатр был построен приблизительно в 19 году на месте центральной части Кондата, галльской деревни, расположенной здесь до прихода римлян. Представители галльских племен собирались тут для обсуждения различных вопросов, что являлось примером ранней парламентской системы.
Будучи перестроенным во II веке нашей эры, размер амфитеатра составил 143 x 117 метров. В результате, его вместимость стала составлять около 20 000 человек.
Именно в этом амфитеатре первые христианские мученики в Лионе были брошены львам в 177 году. Наиболее известным христианским мучеником является святая Бландина (St. Blandine). Согласно преданию она была брошена в клетку со львами, но львы отказались её есть. Львы были заменены быками, которые так же отказались причинить ей вред. В конце концов, римские солдаты убили её мечами. В честь святой Бландины, позднее, был установлен памятник в виде колонны, которая находится в юго-восточной части амфитеатра.